# Chorthippus albomarginatus
Chorthippus albomarginatus (De Geer, 1773) è un insetto ortottero  della famiglia Acrididae.

## Distribuzione e habitat
È una specie con areale euro-asiatico.
In Italia è segnalato solo in Toscana, Umbria e Lazio.

## Tassonomia
Comprende le seguenti sottospecie:
- Chorthippus albomarginatus albomarginatus (De Geer, 1773)
- Chorthippus albomarginatus fuliginosus (Ivanov 1888)
- Chorthippus albomarginatus hakkaricus Demirsoy, 1979
- Chorthippus albomarginatus hyalolateralis Voroncovskij, 1928